# TV Perú Noticias (canal de televisión)
TV Perú Noticias (previamente conocido como TV Perú 7.3 y TV Noticias 7.3) es un canal de televisión abierta peruano cuya programación se basa exclusivamente en noticias. Es operado por el Instituto Nacional de Radio y Televisión del Perú (IRTP) y emite noticias nacionales, internacionales y miscelánea.

## Historia
Fue lanzado al aire el 3 de noviembre de 2013 por la televisión digital terrestre (TDT), dentro del subcanal virtual 7.3 como parte del múltiplex de TV Perú. Ofrece noticiarios enfocados al ámbito local, nacional y mundial, y en determinados horarios emitía la programación del Canal del Congreso de Perú. Estuvo a cargo de la directora de IRTP María Luisa Málaga y solo se emitió a cargo de una nueva gerencia de prensa para sus propias producciones.
En 2014, el canal se reestructura, emite las 24 horas del día y estrena nuevos programas, algunos en simultáneo con Radio Nacional del Perú, además empieza a emitirse en cable a través de Movistar TV (canal 12) y Claro TV (canal 14 SD y 514 HD)
El 31 de julio de 2017, el canal se renombró como TV Noticias 7.3, estrena nueva gráfica y renueva su programación.
Desde el 5 de abril de 2018, TV Noticias 7.3, junto a su canal hermano IPe, cambia de relación de aspecto de 4:3 a 16:9 en resolución estándar.
El 22 de abril de 2019, el canal cambió de nombre a TV Perú Noticias.
Entre marzo y septiembre de 2020, el canal comenzó a retransmitir la programación de TV Perú a tiempo completo debido a la pandemia por coronavirus en el país. El canal regresó con sus emisiones habituales el 7 de septiembre, un mes antes que se estrenara un nuevo estudio para ofrecer más contenido a su parrilla. El 31 de enero del 2021, el canal nuevamente comenzó a retransmitir la programación de TV Perú debido al anuncio de una segunda cuarentena nacional decretada por el presidente Francisco Sagasti, la cual duró hasta el 28 de febrero del mismo año. No obstante, el canal permaneció como señal espejo de TV Perú hasta mayo de 2021, mes en el cual retomó su programación habitual de forma parcial. Desde entonces, emite su propia programación durante las mañanas y las tardes, mientras que en las noches y madrugadas retransmite a TV Perú.

## Conductores
- Jennifer Cerecida
- Jennyffer Salazar
- Carla Harada
- Carla Mendoza
- María de Jesús Gonzales
- Carolina Salvatore
- Fátima Saldonid
- Paola Pejovés
- Paola Moreno
- Patricia Ulloque
- Perla Berríos
- Marisol Mena
- Rita Choquecahuanca
- Iris Cárdenas
- Roberto Wong
- Omar Figueroa
- Nicolás Salazar
- Enrique Chávez
- Tanús Simons
- Luis Trisano
- Robert Malca
- Julio Navarro
- Walter Escobar
- Clodomiro Landeo
- Leslie Bejarano

## Intérpretes en lengua de señas
- Moisés Piscoya (2017 - presente)

## Programas
En conexión con TV Perú o como reemisión de este
- Aprendo en casa
- Cara a cara
- Chicos IPe
- Código 7
- Cuerpo Médico
- Congreso Noticias Central
- El asombroso mundo de George
- Especiales TV Perú
- Jiwasanaka
- Ñuqanchik
- Museos sin límites
- ¿Qué está pasando?
- TV Perú Deportes
- Conversando Con La Luna (Retransmisión)
- Una y mil voces
- Casi noticias
- Sin Barreras
- Domingos de fiesta
- Miski Takiy
- Con sabor a Perú
- TV Perú Noticias Segunda Edición
- TV Perú Noticias Edición Central
- TV Perú Noticias Matinal

Propios de TV Perú Noticias
- El Tiki Taka
- GeoMundo
- Agenda cultural
- Noticias Tarde
- La entrevista
- Noticias Mañana
- Noticias al día
- Noticias Mediodía